# John Singer Sargent
John Singer Sargent, född 12 januari 1856 i Florens, Italien, död 14 april 1925 i London, England, var en amerikansk konstnär. Han målade porträtt men var även en framstående landskapsmålare. Sargent var USA:s ledande porträttmålare under decennierna runt sekelskiftet 1900.

## Bilder

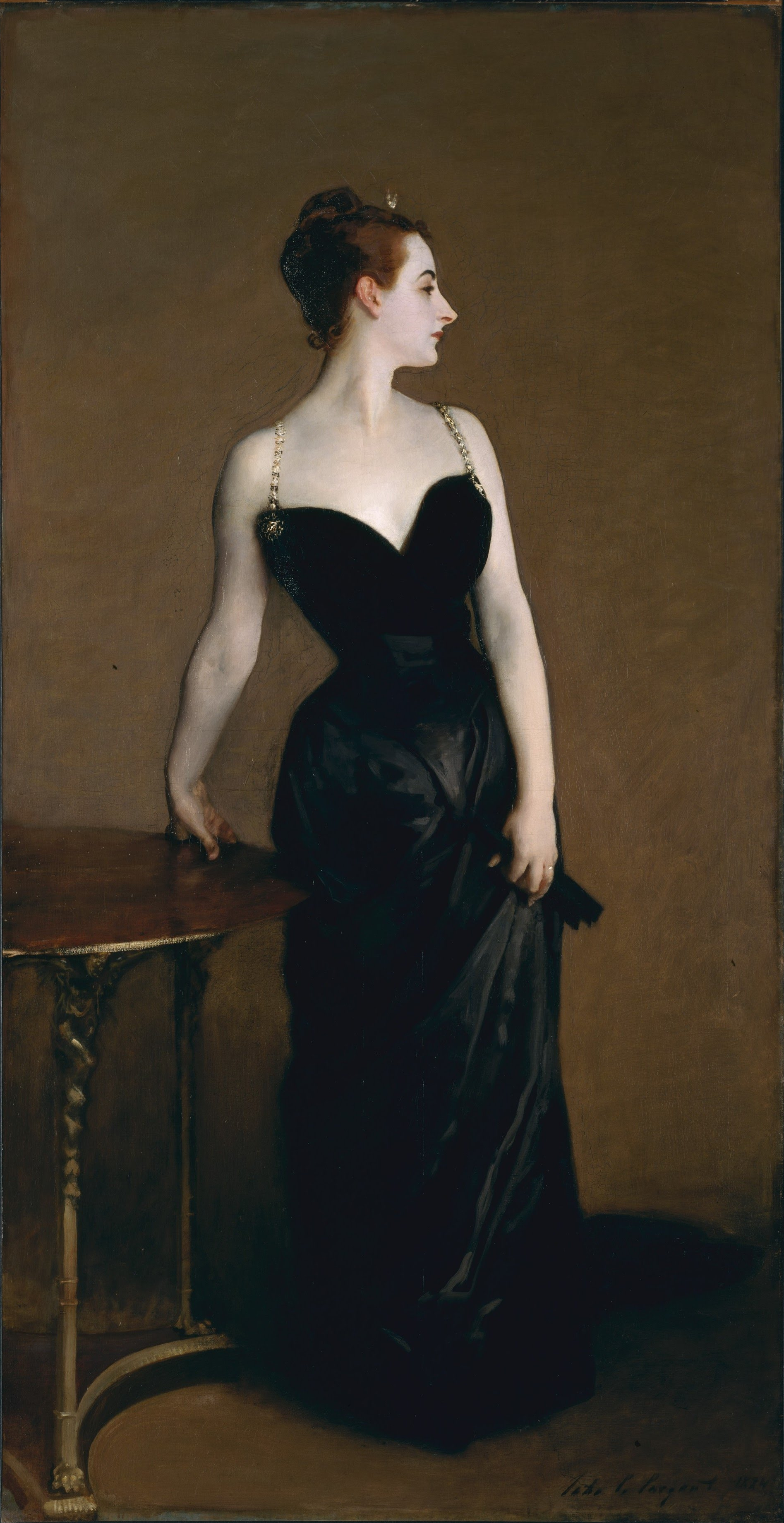
Porträtt av Madame X.
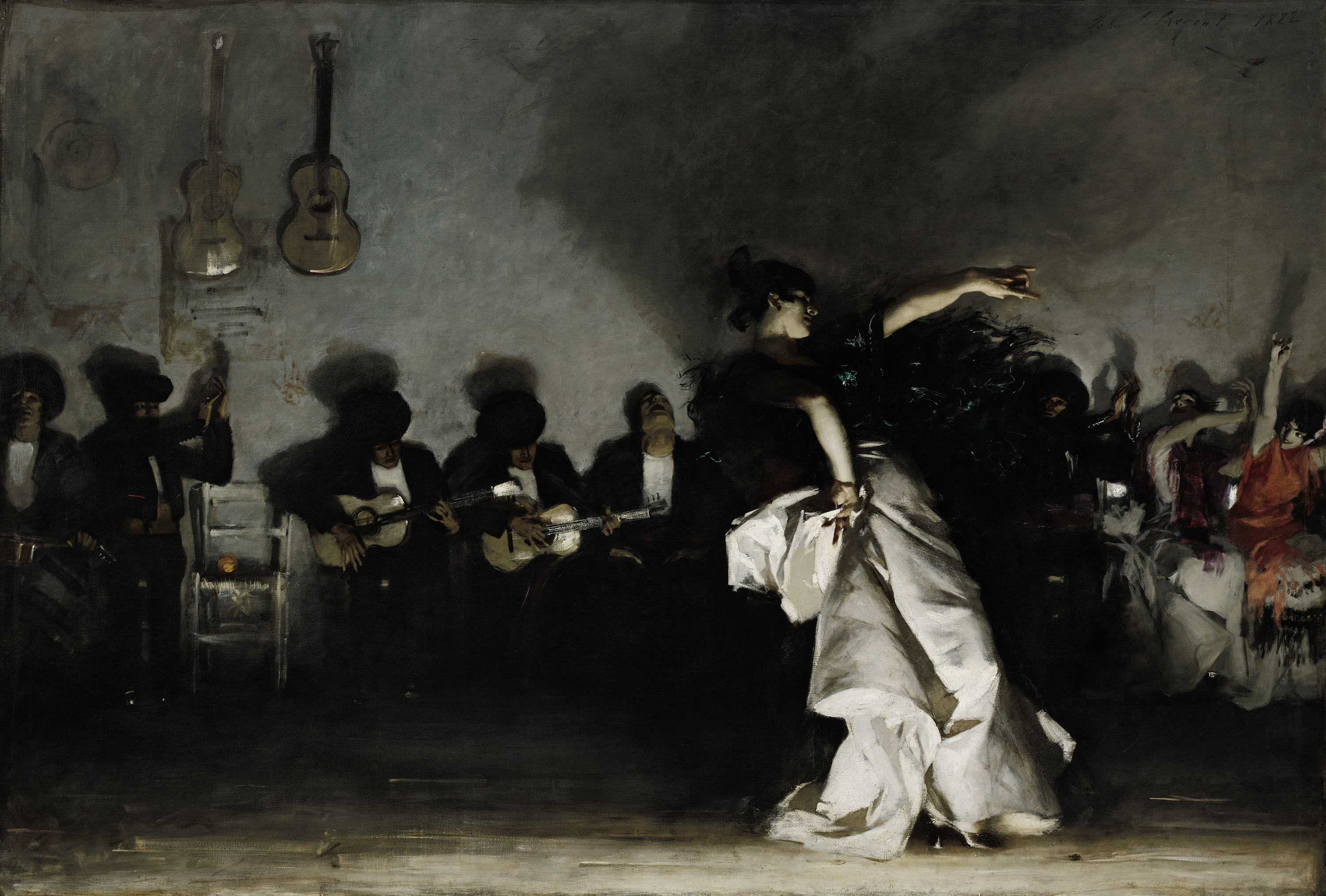
El Jaleo.
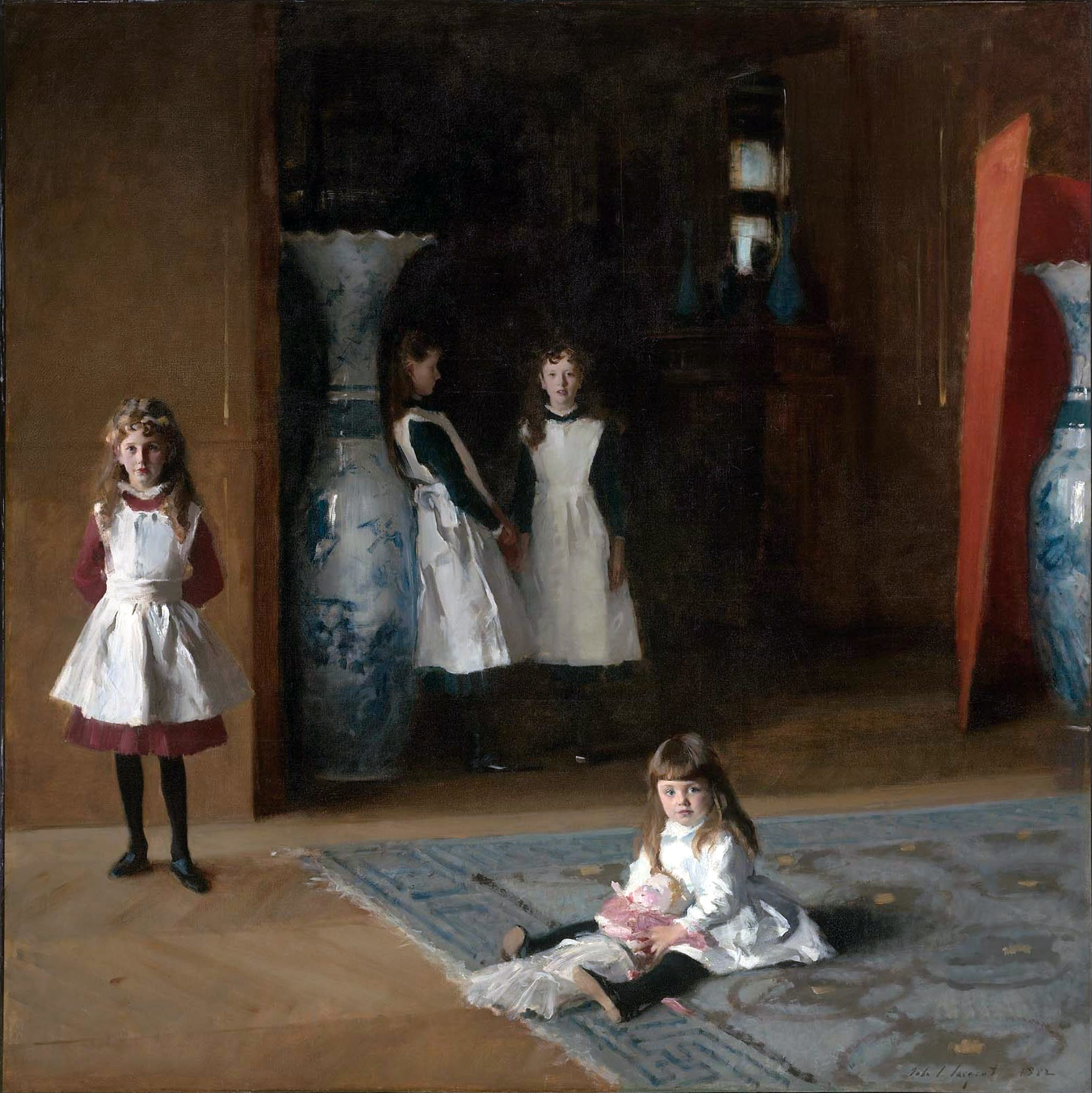
Edward Darley Boits döttrar.
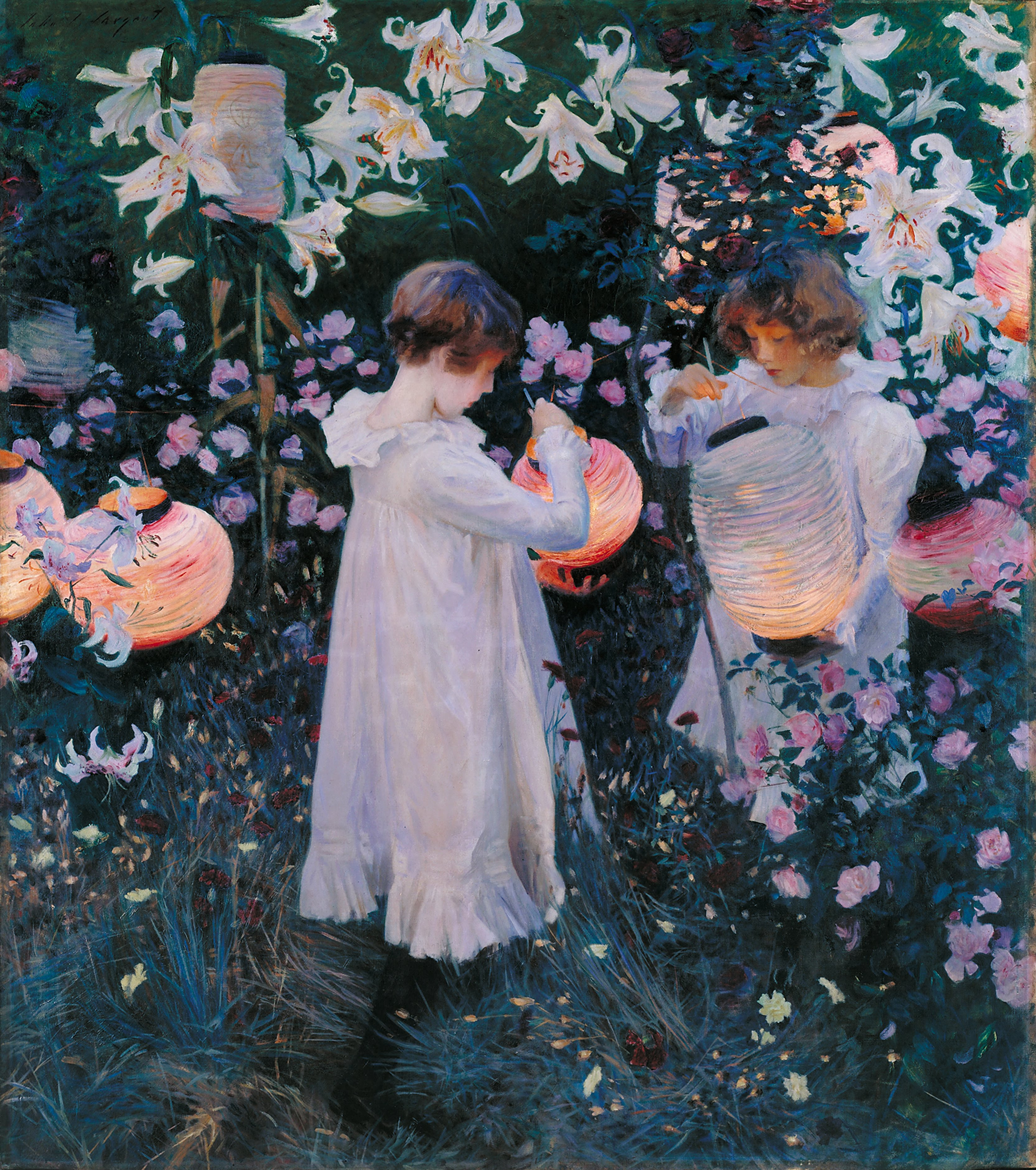
Carnation, Lily, Lily, Rose.
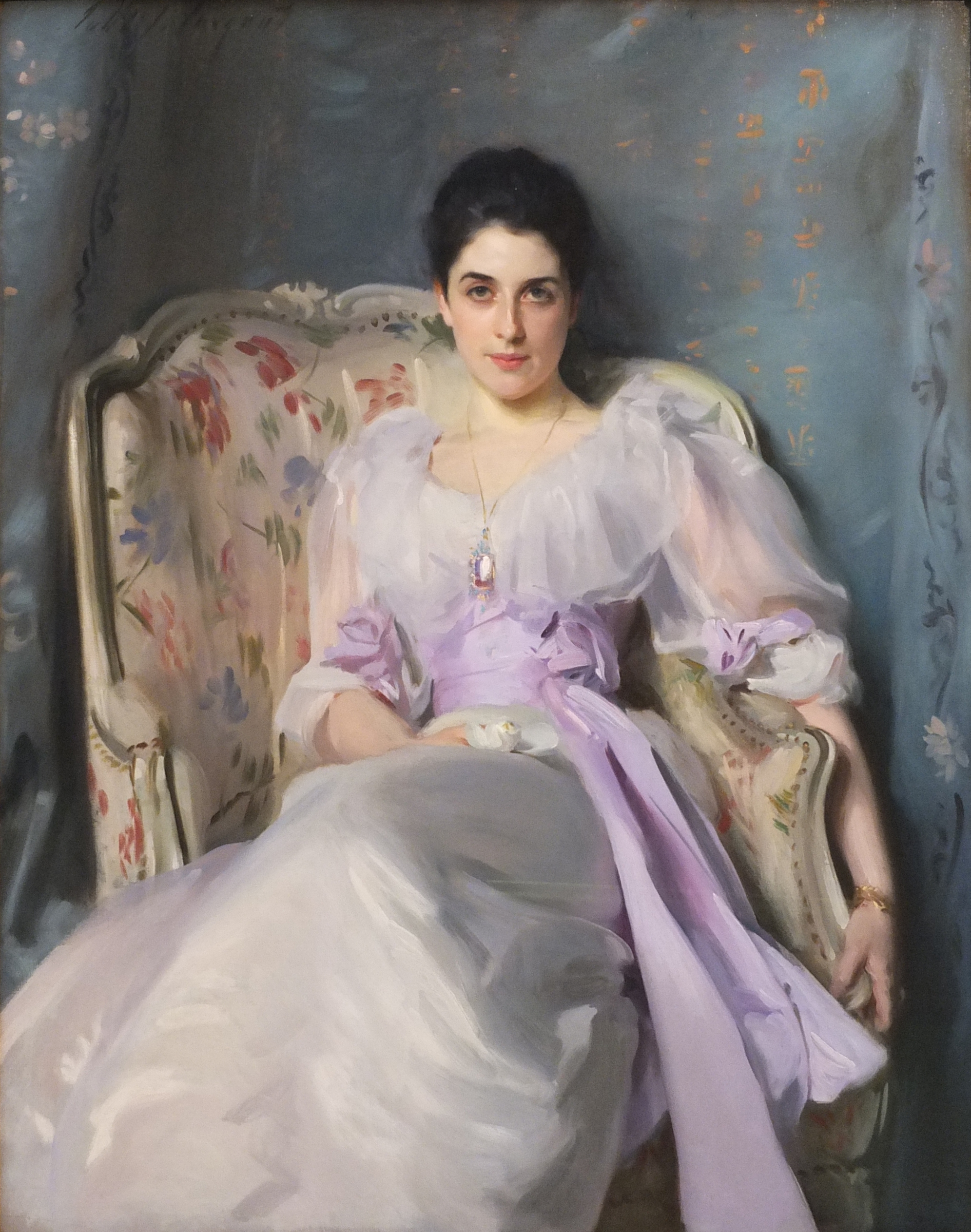
Lady Agnew.